# Kahoka
Kahoka – miasto w Stanach Zjednoczonych, w stanie Missouri, w hrabstwie Clark.